# Campobasso
Campobasso er en italiensk by (og kommune) i regionen Molise i Italien, med omkring 47.075(2023) indbyggere. 